# Thamnocephalidae

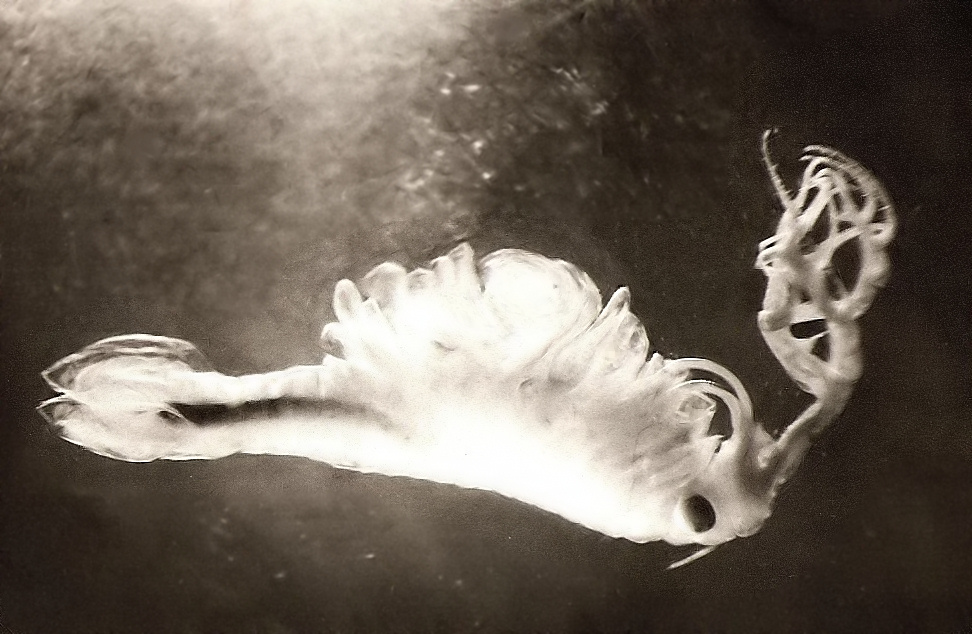
Thamnocephalus venezuelensis Belk y Pereira, 1982

Thamnocephalidae es una familia de crustáceos con amplia distribución incluyendo Australia Occidental y África Austral. Se conocen seis géneros divididos en dos subfamílias:

## Taxonomía de la familia
Thamnocephalinae
- Thamnocephalus Packard, 1879
- Carinophallus Rogers, 2006

Branchinellinae
- Dendrocephalus Daday, 1908
- Phallocryptus Birabén, 1951
- Gurneya Brtek, 1996
- Branchinella Sayce, 1903

### Otras referencias
- Belk, D and Brtek, J. (1995). Checklist of the Anostraca. Hydrobiologia 298:313-353.
- Belk, D, and Brtek, J. (1997). Supplement to 'Checklist of the Anostraca'  Hydrobiologia 359:243-245.
- Belk, D. & Sissim, S. L. (1992). New Branchinella (Anostraca) fron Texas U.S.A., and the problem of antennalike processes. Journal of Crustacean Biology, 12(2):311-316.
- Daday, E. (1908). Diagnoses praecursoriae specierum aliquot novarum e familia Branchipodidae. Annales de Sciences Naturelles, Zoologie, n.s., 7:137-150.
- Belk, D. and Pereira, G. (1982). Thamnocephalus venezuelensis, New species (Anostraca: Thanocephalidae), first report of Thamnocephalus in south America. Journal of Crustacean Biology, 2(2):223-226.
- Cohen, Rosa Graciela.  2002. Description of a new subgenus and a new species of Thamnocephalus (Crustacea: Branchiopoda, Anostraca) from the Salinas Grandes Basin, Córdoba Province, Argentina. Hydrobiologia,  481(1): 91-100.
- Dixon, C.J. 2010: Spiralifrons, replacement name for Gurneya Brtek, 1996 (Branchiopoda, Thamnocephalidae), junior homonym of Gurneya Roth, 1974 (Insecta, Blattaria). Crustaceana, 83(10): 1279-1280. doi 10.1163/001121610X526960
- Linder, F. (1941). Contributions to the morphology and taxonomy of the Branchiopoda  Anostraca. Zoologiska Bidrag Fran Uppsala, 20:101-302.
- López, B. C. (1998). Algunos aspectos de las poblaciones de Thamnocephalus venezuelensis (Crustacea: Anostraca: Thamnocephalidae) en condiciones naturales y de cultivo en condiciones de laboratorio. Trabajo Especial de grado de Maestría. Universidad Central de Venezuela. Caracas, 118p.
- Moore, W. E. and Young, J. B. (1964). Fairy shrimps of the genus Thamnocephalus (Branchiopoda, Anostraca) in the United States and México. The Southwestern Naturalist, 9(2):68-77
- Mura, G. (1992). Patterns of egg shell morphology in Thanocephalids and Strectocephalids of the new world (Anostraca). Crustaceana, 62(3):300-311.
- Pereira, G. (1983). Taxonomic importance of the frontal appendage in the genus Dendrocephalus. (Anostraca: Thamnocephalidae). Journal of Crustacean Biology.  3(2):293-305.
- Pereira, G. (1984). Two new species of Dendrocephalus (Anostraca: Thamnocephalidae) from Venezuela. Journal of Crustacean Biology, 4(1):147-153.
- Pereira, G. (1987). Three new species of Dendrocephalus (Anostraca: Thamnocephalidae) from Central  and South America. Journal of Crustacean Biology, 7(3):572-580.
- Pereira, G. & González, M. (1994): Larval development and population biology of Dendrocephalus geayi Daday, 1908 (Anostraca) in temporary ponds from Venezuela. Crustaceana 66(2):163-177.
- Pereira S, G. y Ruiz B, L. (1995). “A new species of Dendrocephalus (Anostraca, Thamnocephalidae) from Argentina”. Crustaceana. 68(5):567-574.*
- Rabet, N. & Thiery, A. (1996) The neotropical genus Dendrocephalus (Crustacea: Anostraca: Thamnocephalidae) in Brazil (South America), with a description of two new species. Journal of Natural History, 30(4):479-503.*
- Margalef, R. (1961). La vida en los charcos de agua dulce de Nueva Esparta (Venezuela). Memoria de la Sociedad de Ciencias Naturales La Salle. XXI(59):75-110